# Uriel Canjura
Uriel Francisco Canjura Artiga (* 12. September 2000 in Suchitoto) ist ein Badmintonspieler aus El Salvador. 

## Karriere
Uriel Canjura nahm 2018 an den Olympischen Jugend-Sommerspielen teil. 2019 siegte er bei den El Salvador International ebenso wie 2021 und 2022. 2023 nahm er an den Panamerikanischen Spielen teil. 2024 qualifizierte er sich als erster Badmintonspieler aus El Salvador für Olympia und wurde dort als Fahnenträger für sein Land ausgewählt.

## Sportliche Erfolge
| Saison | Veranstaltung                              | Disziplin | Platz | Name                                |
| ------ | ------------------------------------------ | --------- | ----- | ----------------------------------- |
| 2015   | Pan American Junior Championships U17 2015 | MS        | 3     | Uriel Canjura                       |
| 2016   | Pan American Junior Championships U17 2016 | MS        | 3     | Uriel Canjura                       |
| 2016   | Guatemala Junior International 2016        | XD        | 3     | Uriel Canjura / Mazee Hernandez     |
| 2016   | Guatemala Junior International 2016        | MD        | 3     | Javier Armando Alas / Uriel Canjura |
| 2016   | Guatemala Junior International 2016        | MS        | 1     | Uriel Canjura                       |
| 2016   | Colombia Junior International 2016         | XD        | 1     | Uriel Canjura / Fátima Centeno      |
| 2016   | Colombia Junior International 2016         | MS        | 1     | Uriel Canjura                       |
| 2018   | Polish Junior International 2018           | MS        | 3     | Uriel Canjura                       |
| 2022   | Pan American Championships 2022            | MS        | 3     | Uriel Canjura                       |
| 2022   | Juegos Bolivarianos 2022                   | MD        | 3     | Javier Alas / Uriel Canjura         |
| 2022   | Juegos Bolivarianos 2022                   | MS        | 1     | Uriel Canjura                       |
| 2022   | Brazil International Series 2022           | MS        | 1     | Uriel Canjura                       |